# Temporada 1953-1954 del FC Barcelona
Les dades més destacades de la temporada 1953-1954 del Futbol Club Barcelona són les següents:

## 1954

### Abril
- 4 abril - 27a. jornada de Lliga. Derrota del Barça a Riazor (1-0), que l'allunya de la lluita pel títol. El Deportivo marca de penal i els blaugrana queden a quatre punts del Real Madrid a manca de tres partits per acabar el campionat.
- 1 abril - L'exjugador Ramon Guzman mor accidentalment de resultes d'un atac de cor mentre jugava a Les Corts un partit entre veterans del Barça i del CE Europa. Al minut 5 de partit Guzmán, de 47 anys, pateix una crisi cardíaca, es trenca la ròtula i mor només unes hores després.

### Gener
- 31 gener - 19a. jornada de Lliga. Un gol de Kubala dona la victòria als blaugrana al Molinón (0-1) sobre l'Sporting de Gijón. El Barça segueix a només un punt el líder Real Madrid
- 27 gener - El Barça juga un amistós a la Creu Alta contra el CD Sabadell per commemorar el 50è aniversari del club vallesà. El partit acaba amb empat (2-2) i l'afició sabadellenca xiula la sortida dels jugadors del Barça quan troba a faltar a Kubala.
- 24 gener - 18a. jornada de Lliga. Victòria blaugrana sobre el Valladolid (4-1) a Les Corts amb gols de Kubala (3) i Moreno. El Barça és segon amb el Sevilla, ambdós un punt per sota del Reial Madrid.
- 17 gener - 17a. jornada de Lliga. Decebedor empat blaugrana a l'Estadio de la Victoria (2-2) enfront del Real Jaen amb gols de Kubala i César. A la classificació el Barça és a dos punts del líder Reial Madrid.
- 10 gener - 16a. jornada de Lliga. Contundent golejada del Barça (6-0) sobre la Reial Societat a Les Corts amb gols de Tejada (4), Basora i Manchón. El Real Madrid és líder i té el Barça a tres punts.

## Plantilla
Fonts:
|     |                            |      | Total | Total | Campionat de Lliga | Campionat de Lliga | Copa del Generalíssim | Copa del Generalíssim |
| P   | Jugador                    | País | PT    | Gols  | PT                 | Gols               | PT                    | Gols                  |
| --- | -------------------------- | ---- | ----- | ----- | ------------------ | ------------------ | --------------------- | --------------------- |
| POR | Juan Zambudio Velasco      |      | 28    | -36   | 22                 | -28                | 6                     | -8                    |
| POR | Antoni Ramallets           |      | 7     | -9    | 6                  | -6                 | 1                     | -3                    |
| POR | Francisco Javier Goicolea  |      | 3     | -4    | 3                  | -4                 |                       |                       |
| POR | Pere Caldentey             |      | 1     | -1    | 1                  | -1                 |                       |                       |
| DEF | Joan Segarra               |      | 32    | 1     | 25                 |                    | 7                     | 1                     |
| DEF | Gustau Biosca              |      | 31    | 1     | 26                 |                    | 5                     | 1                     |
| DEF | Josep Seguer               |      | 21    |       | 14                 |                    | 7                     |                       |
| DEF | Jiri Hanke                 |      | 18    |       | 18                 |                    |                       |                       |
| DEF | Joaquim Brugué             |      | 7     |       | 5                  |                    | 2                     |                       |
| DEF | Sígfrid Gràcia             |      | 6     |       | 6                  |                    |                       |                       |
| DEF | José María Martín          |      | 0     |       |                    |                    |                       |                       |
| MIG | Andreu Bosch               |      | 30    | 2     | 23                 | 1                  | 7                     | 1                     |
| MIG | Isidre Flotats             |      | 29    |       | 22                 |                    | 7                     |                       |
| MIG | Marià Gonzalvo             |      | 16    | 3     | 16                 | 3                  |                       |                       |
| MIG | Francisco Javier Maristany |      | 4     | 1     | 4                  | 1                  |                       |                       |
| MIG | Jaume Boneu                |      | 0     |       |                    |                    |                       |                       |
| DAV | Estanislau Basora          |      | 33    | 7     | 26                 | 7                  | 7                     |                       |
| DAV | Laszlo Kubala              |      | 31    | 26    | 28                 | 23                 | 3                     | 3                     |
| DAV | Eduard Manchón             |      | 28    | 7     | 24                 | 7                  | 4                     |                       |
| DAV | Tomás Hernández "Moreno"   |      | 25    | 9     | 21                 | 9                  | 4                     |                       |
| DAV | César Rodríguez            |      | 22    | 8     | 15                 | 2                  | 7                     | 6                     |
| DAV | Just Tejada                |      | 21    | 14    | 19                 | 14                 | 2                     |                       |
| DAV | Luis Suárez                |      | 7     |       |                    |                    | 7                     |                       |
| DAV | Josep Duró                 |      | 4     | 3     | 4                  | 3                  |                       |                       |
| DAV | Jordi Vila                 |      | 3     | 2     | 3                  | 2                  |                       |                       |
| DAV | Lluís Aloy                 |      | 1     |       | 1                  |                    |                       |                       |
| DAV | Esteban Areta              |      | 1     |       |                    |                    | 1                     |                       |
| DAV | Emilio Aldecoa             |      | 0     |       |                    |                    |                       |                       |
| DAV | Joaquim Basora             |      | 0     |       |                    |                    |                       |                       |

## Classificació
| Competició            | Pos. | P  | PG | PE | PP | GF | GC | Campió          |
| --------------------- | ---- | -- | -- | -- | -- | -- | -- | --------------- |
| Campionat de Lliga    | 2n   | 30 | 16 | 4  | 10 | 74 | 39 | Reial Madrid CF |
| Copa del Generalíssim | F    | 7  | 3  | 1  | 3  | 12 | 11 | València CF     |
| Copa Eva Duarte       | C    |    |    |    |    |    |    | CF Barcelona    |

- Trofeu Martini & Rossi: Campió.
- Es va proclamar campió de la Copa Eva Duarte en haver guanyat Lliga i Copa la temporada anterior.

## Resultats
| AMISTÓS                                                   |
| --------------------------------------------------------- |
| 27-08-53 GRANOLLERS-BARCELONA 4-3                         |
| 30-08-53 GIMNASTIC-BARCELONA 1-4                          |
| 06-09-53 BARCELONA - PRO PATRIA 1-1                       |
| 10-09-53 SANTS-BARCELONA 0-4                              |
| 17-09-53 HORTA-BARCELONA 3-2                              |
| 24-09-53 POBLE SEC-BARCELONA 1-2                          |
| 30-09-53 SELECCIO FIFA - BARCELONA 5-2                    |
| 09-11-53 BALAGUER-BARCELONA 2-4                           |
| 25-12-53 COPA MARTINI ROSSI BARCELONA - AUSTRIA VIENA 3-2 |
| 01-01-54 BARCELONA - FIRST VIENA 3-3                      |
| 03-01-54 EUROPA-BARCELONA 0-1                             |
| 26-01-54 TERRASSA-BARCELONA 0-4                           |
| 27-01-54 SABADELL-BARCELONA 2-2                           |
| 03-05-54 FIGUERES - BARÇA suspes per pluja                |
| 17-05-54 BALAGUER - BARCELONA sense dades                 |
| 27-05-54 CACERENO - BARCELONA 3-2                         |
| 06-06-54 MATARÓ-BARCELONA 1-6                             |
| 29-06-54 REUS-BARCELONA 2-8                               |
| 04-07-54 VIC-BARCELONA 1-6                                |

| Campionat de Lliga |

| 13 setembre 1953 | Reial Societat | 0 - 3 | CF Barcelona                 | Sant Sebastià                                    |  |
| Jornada 1        |                |       | Kubala 42' 72' · Manchón 69' | Estadi d'Atotxa · Iturrioz Larrinaga (Biscaia) · |  |

| 20 setembre 1953 | CF Barcelona                                   | 6 - 2 | Real Jaén CF            | Barcelona                                            |  |
| Jornada 2        | Vila 24' 60' · Moreno 27' · Kubala 74' 76' 82' |       | Méndez 19' · Pineda 72' | Camp de les Corts · De Mazagatos Vicario (Biscaia) · |  |

| 27 setembre 1953 | Real Valladolid CD               | 2 - 2 | CF Barcelona                 | Valladolid                                                   |  |
| Jornada 3        | Rabadán 29' · Carlos Ducasse 40' |       | Lasala (pp) 36' · Kubala 85' | Estadio Municipal de Zorrilla · Caballero Camacho (Centro) · |  |

| 4 octubre 1953 | CF Barcelona                 | 3 - 1 | Real Gijón CD | Barcelona                                            |  |
| Jornada 4      | Manchón 72' · Kubala 73' 87' |       | Ortiz 88'     | Camp de les Corts · Díaz-Argote Larrañaga (Centro) · |  |

| 11 octubre 1953 | RC Celta de Vigo | 0 - 0 | CF Barcelona | Vigo                                      |  |
| Jornada 5       |                  |       |              | Estadi de Balaídos · Kiercheben Sánchez · |  |

| 18 octubre 1953 | CF Barcelona   | 2 - 0 | València CF | Barcelona                                  |  |
| Jornada 6       | Kubala 10' 18' |       |             | Camp de les Corts · Santos López (Oeste) · |  |

| 25 octubre 1953 | Reial Madrid CF                                        | 5 - 0 | CF Barcelona | Madrid                                               |  |
| Jornada 7       | Di Stéfano 10' 85' · Roque Olsen 34' 35' · Molowny 39' |       |              | Estadio de Chamarín · García Fernández (Cantabria) · |  |

| 1 novembre 1953 | CF Barcelona | 1 - 0 | CA Osasuna | Barcelona                                 |  |
| Jornada 8       | Tejada 49'   |       |            | Camp de les Corts · Blanco Pérez (Oest) · |  |

| 15 novmebre 1953 | Club Atlético de Bilbao | 2 - 1 | CF Barcelona  | Bilbao                                         |  |
| Jornada 9        | Gainza 30' 44'          |       | Orúe (pp) 88' | Estadi de San Mamés · Asensi Martín (Centre) · |  |

| 22 novembre 1953 | CF Barcelona                                             | 6 - 0 | Real Santander SD | Barcelona                                         |  |
| Jornada 10       | Basora 9' 60' · Kubala 34' · Moreno 63' · Tejada 77' 85' |       |                   | Camp de les Corts · Pérez Rodríguez (Andalusia) · |  |

| 29 novmebre 1953 | Real Oviedo CF                         | 3 - 0 | CF Barcelona | Oviedo                                         |  |
| Jornada 11       | Sará 9' · Areta II 62' · Guillamón 80' |       |              | Estadio de Buenavista · Arqué Martín (Aragó) · |  |

| 6 desembre 1953 | CF Barcelona                                                   | 6 - 1 | RC Deportivo de la Coruña | Barcelona                                          |  |
| Jornada 12      | Kubala 6' · Gonzalvo III 21' 53' · Tejada 64' 75' · Basora 87' |       | Pahiño 31'                | Camp de les Corts · Fombona Fernández (Astúries) · |  |

| 13 desembre 1953 | Sevilla CF                   | 3 - 1 | CF Barcelona | Sevilla                                               |  |
| Jornada 13       | Loren 9' 69' · Guillamón 88' |       | Basora 86'   | Estadio de Nervión · De Mazagatos Vicario (Biscaia) · |  |

| 20 desembre 1953 | RCD Espanyol | 0 - 1 | CF Barcelona | Barcelona                                         |  |
| Jornada 14       |              |       | Kubala 57'   | Estadi de Sarrià · Fombona Fernández (Astúries) · |  |

| 27 desembre 1953 | CF Barcelona | 1 - 1 | Club Atlético de Madrid | Barcelona                                 |  |
| Jornada 15       | Moreno 74'   |       | Miguel 53'              | Camp de les Corts · Blanco Pérez (Oest) · |  |

| 10 gener 1954 | CF Barcelona                                     | 6 - 0 | Reial Societat | Barcelona                                    |  |
| Jornada 16    | Tejada 6' 13' 28' 56' · Basora 51' · Manchón 72' |       |                | Camp de les Corts · Asensi Martín (Centre) · |  |

| 17 gener 1954 | Real Jaén CF   | 2 - 2 | CF Barcelona           | Jaén                                     |  |
| Jornada 17    | Méndez 35' 71' |       | Kubala 26' · César 42' | Estadio de la Victoria · Riñones Ochoa · |  |

| 24 gener 1954 | CF Barcelona                    | 4 - 1 | Real Valladolid CD | Barcelona                                        |  |
| Jornada 18    | Kubala 23' 63' 79' · Moreno 48' |       | Valdés 88'         | Camp de les Corts · Zariquiegui Izco (Navarra) · |  |

| 31 gener 1954 | Real Gijón CD | 0 - 1 | CF Barcelona | Gijón                                                |  |
| Jornada 19    |               |       | Kubala 15'   | Estadi El Molinón · Díaz-Argote Larrañaga (Centre) · |  |

| 7 febrer 1954 | CF Barcelona                                     | 4 - 2 | RC Celta de Vigo               | Barcelona                                             |  |
| Jornada 20    | Moreno 17' · Kubala 28' · Manchón 51' · Duró 68' |       | Olmedo 26' · Carlos Torres 82' | Camp de les Corts · González Echevarría (Guipúscoa) · |  |

| 14 febrer 1954 | València CF    | 1 - 0 | CF Barcelona | València                                            |  |
| Jornada 21     | Pasieguito 66' |       |              | Estadi de Mestalla · Fombona Fernández (Astúries) · |  |

| 21 febrer 1954 | CF Barcelona                                          | 5 - 1 | Reial Madrid CF | Barcelona                                          |  |
| Jornada 22     | Tejada 14' 86' · César 50' · Moreno 74' · Manchón 89' |       | Di Stéfano 6'   | Camp de les Corts · Iturroiz Larrinaga (Biscaia) · |  |

| 28 febrer 1954 | CA Osasuna | 1 - 0 | CF Barcelona | Pamplona                                     |  |
| Jornada 23     | Pahuet 56' |       |              | Estadio de San Juan · Arqué Martín (Aragó) · |  |

| 7 març 1954 | CF Barcelona            | 2 - 0 | Club Atlético de Bilbao | Barcelona                                      |  |
| Jornada 24  | Kubala 18' · Tejada 89' |       |                         | Camp de les Corts · Rivero Lecuona (Biscaia) · |  |

| 21 març 1954 | Real Santander SD                              | 4 - 3 | CF Barcelona                 | Santander                                                      |  |
| Jornada 25   | Magritas 10' · Alsúa II 49' 66' · Martínez 55' |       | Manchón 27' 29' · Moreno 43' | Campos de Sport del Sardinero · Fombona Fernández (Astúries) · |  |

| 28 març 1954 | CF Barcelona                                                                             | 9 - 0 | Real Oviedo CF | Barcelona                                 |  |
| Jornada 26   | Duró 10' 62' · Tejada 12' 44' · Moreno 24' · Basora 36' · Maristany 39' · Kubala 42' 50' |       |                | Camp de les Corts · Santos López (Oest) · |  |

| 4 abril 1954 | RC Deportivo de la Coruña | 1 - 0 | CF Barcelona | La Corunya                                                  |  |
| Jornada 27   | Zubieta 79'               |       |              | Estadi Municipal de Riazor · Iturrioz Larrinaga (Biscaia) · |  |

| 11 abril 1954 | CF Barcelona                                           | 4 - 1 | Sevilla CF | Barcelona                                 |  |
| Jornada 28    | Gonzalvo III 43' · Kubala 46' · Bosch 75' · Basora 78' |       | Arza 63'   | Camp de les Corts · Blanco Pérez (Oest) · |  |

| 18 abril 1954 | CF Barcelona | 1 - 4 | RCD Espanyol                                      | Barcelona                                        |  |
| Jornada 29    | Moreno 20'   |       | Faura 24' · Cruellas 49' · Marcet 53' · Mauri 60' | Camp de les Corts · Zariquiegui Izco (Navarra) · |  |

| 25 abril 1954 | Club Atlético de Madrid | 1 - 0 | CF Barcelona | Madrid                                         |  |
| Jornada 30    | Biosca (pp) 32'         |       |              | Estadio Metropolitano · Arqué Martín (Aragó) · |  |

| Copa del Generalíssim |

| 2 maig 1954           | CF Barcelona             | 4 - 0 | RC Deportivo de la Coruña | Barcelona           |  |
| Primera Ronda - anada | Kubala · César · Segarra |       |                           | Camp de les Corts · |  |

| 9 maig 1954             | RC Deportivo de la Coruña  | 3 - 0 | CF Barcelona | La Corunya                                                    |  |
| Primera Ronda - tornada | Zubieta 42' · Royo 49' 62' |       |              | Estadi Municipal de Riazor · De Mazagatos Vicario (Biscaia) · |  |

| 16 maig 1954            | CF Barcelona                           | 4 - 2 | Club Atlético de Bilbao    | Barcelona           |  |
| Quarts de final - anada | Bosch 17' · César 46' 85' · Kubala 47' |       | Maguregui 14' · Arieta 22' | Camp de Les Corts · |  |

| 23 maig 1954              | Club Atlético de Bilbao | 1 - 1 | CF Barcelona | Bilbao                |  |
| Quarts de final - tornada | Gainza 79'              |       | César 43'    | Estadi de San Mamés · |  |

| 6 juny 1954        | Reial Madrid CF | 1 - 0 | CF Barcelona | Madrid                                                |  |
| Semifinals - anada | Mateos 87'      |       |              | Estadio de Chamartín · García Fernández (Cantàbria) · |  |

| 13 juny 1954         | CF Barcelona              | 3 - 1 | Reial Madrid CF | Barcelona           |  |
| Semifinals - tornada | César 9' 12' · Biosca 90' |       | Pérez-Payá 25'  | Camp de Les Corts · |  |

| 20 juny 1954 | València CF                   | 3 - 0 | CF Barcelona | Madrid                                                                         |  |
| 17:30 Final  | Fuertes 14' 59' · Badenes 57' |       |              | Estadio de Chamartín · 110.000 espectadors · González Echeverría (Guipúscoa) · |  |

## 1953

### Octubre
- 23 octubre - La Comissió Gestora del Barça signa el contracte definitu de cessió al Real Madrid de tots els drets sobre el jugador argentí Alfredo Di Stéfano a canvi de 4.400.000 pessetes. El Barça perd definitivament a la Saeta Rubia i s'acaba el turbulent "cas Di Stéfano"